# Futbol'nyj Klub Volgar' Astrachan'
Il Futbol'nyj Klub Volgar' Astrachan' (in russo Футбольный Клуб Волгарь Астрахань?) è una società di calcio con sede a Astrachan', in Russia.  Milita nella Pervaja Liga, la seconda divisione del campionato russo di calcio.

## Storia
La squadra fu fondata nel 1925 con il nome di Piščevik. In epoca sovietica giocò prevalentemente nella terza serie, la Vtoraja Liga: disputò in seconda serie i campionati del 1948 e 1949, quelli tra il 1958 e il 1962 e tra il 1968 e il 1971. Dopo aver cambiato nome in Trud nel 1958, due anni dopo la società assunse la denominazione di Volgar' Astrachan'.
Dopo la caduta dell'Unione Sovietica la squadra fu ammessa nella terza serie, ma nel 1994 fu retrocessa nella neonata quarta serie, dove arrivò seconda nel girone 7 e fu immediatamente promossa in terza serrie. Tra il 1995 ed il 2012 la squadra ebbe la denominazione di Volgar'-Gazprom Astrachan'.
Dal 1995 al 1998 la squadra giocò ininterrottamente in terza serie. Nel 1998 ottenne la prima promozione in Pervyj divizion. Con l'eccezione della retrocessione avvenuta nel 2004, il Volgar' giocò nella seconda serie fino al 2006. Nel 2007 la società subì la radiazione per problemi finanziari e fu relegata nella lega dilettanti utilizzando il titolo della formazione riserve. Nel 2008 fu ripescatl tra i professionisti e l'anno seguente conquistò la promozione in seconda serie, campionato in cui ha militato fino al termine della stagione 2012-2013 che si è conclusa con la retrocessione. Dal giugno 2012 è tornata alla storica denominazione di Volgar' Astrachan'.
Nella stagione 2013-2014 la squadra vinse nuovamente il proprio girone di PPF Ligi, ottenendo un immediato ritorno in seconda serie; nel 2015 vinse la Kubok FNL, torneo amichevole riservato alle squadre della PFN Ligi. Rimase in seconda serie fino al termine della stagione 2017-2018, quando scelse volontariamente di retrocedere per problemi finanziari.
Appena due stagioni dopo rivinse il proprio girone di PPF Ligi, risalendo in seconda serie.

## Palmarès

### Competizioni nazionali
- Vtoraja liga Rossii: 4

1998, 2008, 2013-2014, 2019-2020
- Kubok FNL: 1

2015
- Pervenstvo Rossii sredi ljubitel'skich futbol'nych klubov: 1

2015

## Organico

### Rosa 2022-2023
| N. |                        | Ruolo | Calciatore           |
| -- | ---------------------- | ----- | -------------------- |
| 1  | Russia (bandiera)      | P     | Vladislav Yampolskiy |
| 2  | Russia (bandiera)      | D     | Danila Vedernikov    |
| 3  | Russia (bandiera)      | D     | Nikita Shishchenko   |
| 4  | Russia (bandiera)      | D     | Roman Loktionov      |
| 5  | Bielorussia (bandiera) | D     | Ilya Rashchenya      |
| 6  | Russia (bandiera)      | D     | Nikita Pechenkin     |
| 7  | Russia (bandiera)      | C     | Aleksey Pavlishin    |
| 8  | Russia (bandiera)      | C     | Denis Talalay        |
| 9  | Russia (bandiera)      | A     | Ilya Stefanovich     |
| 10 | Russia (bandiera)      | C     | Valeriy Tsarukyan    |
| 13 | Russia (bandiera)      | A     | Aleksandr Butenko    |
| 17 | Russia (bandiera)      | A     | Dmitri Lesnikov      |
| 19 | Russia (bandiera)      | A     | Vladislav Bragin     |

| N. |                        | Ruolo | Calciatore          |
| -- | ---------------------- | ----- | ------------------- |
| 20 | Russia (bandiera)      | C     | Danila Smirnov      |
| 27 | Russia (bandiera)      | A     | Mikhail Ageev       |
| 30 | Russia (bandiera)      | P     | Dmitri Saganovich   |
| 31 | Russia (bandiera)      | A     | Aleksandr Nosov     |
| 34 | Bielorussia (bandiera) | D     | Aleksey Gavrilovich |
| 44 | Russia (bandiera)      | A     | Artur Gilyazetdinov |
| 55 | Bielorussia (bandiera) | C     | Nikita Kaplenko     |
| 69 | Russia (bandiera)      | D     | Danila Kozlov       |
| 90 | Russia (bandiera)      | A     | Artem Deljkin       |
| 99 | Russia (bandiera)      | P     | Oleg Smirnov        |
|    | Russia (bandiera)      | D     | Evgenij Šljakov     |
|    | Russia (bandiera)      | D     | Elisey Krivokhizhin |
|    | Russia (bandiera)      | A     | Mark Polushin       |